# Christian Hilfgott Brand
Christian Hilfgott Brand (auch Hilfegott, Hülfgott, Hulfgott, Helfgott, Theophil; auch Brand der Ältere; get. 1693, 16. März 1694 oder 1695 in Frankfurt (Oder); gest. 1756 in Wien) war ein deutsch-österreichischer Maler.

## Biographie

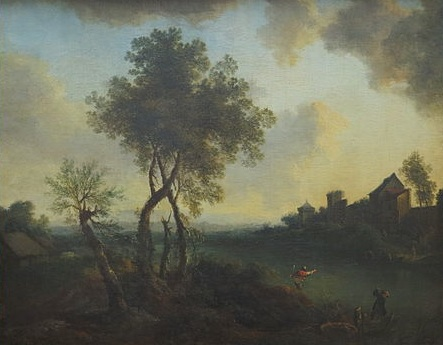
Flussüberfahrt, Christian Hilfgott Brand, Ca’ d’Oro, Venedig

Christian Hilfgott Brand wurde in Frankfurt (Oder) geboren. Seine Ausbildung schloss er in Hamburg ab, wohin sein Vater mit seinem Geschäft gezogen war. Nach Abschluss seiner Ausbildung zog er nach Regensburg, zu Verwandten seiner Mutter. Er sollte einen Bürojob annehmen, hatte aber bereits Kontakt mit dem Maler Christoph Ludwig Agricola und entdeckte die Liebe zur Malerei. Der von den Malern Claude Lorrain und Nicolas Poussin beeinflusste Agricola brachte hervorragende atmosphärische Landschaftsbilder hervor.
Nach dem Tod Agricolas 1719 ging Brand nach Wien, wo er sich 1720 niederließ. In dieser Zeit verlor er seine erste Frau Rosina. Am 24. April 1725 heiratete er Maria Magdalena Thorwild (gest. 26. August 1789).

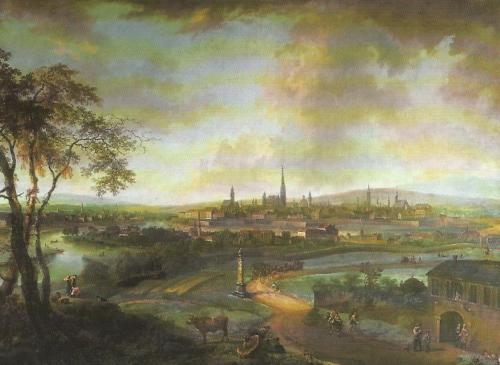
Ansicht der Stadt Wien 1740, Christian Hilfgott Brand, beauftragt vom dänischen Botschafter in Österreich Christian August von Berkentin, heute im Niedersächsischen Landesmuseum Hannover

Brand war begabt, aber auch klug genug, sich mit einem Künstlerkreis zu umgeben. Von 1726 bis 1728 besuchte er die Akademie der bildenden Künste Wien. Um 1735 traf er in Frankfurt am Main die Maler Franz Christoph Janneck (1703–1761), Karl Aigen (1684–1762) und Josef Orient (1677–1747). Brand wurde berühmt und bald als einer der besten Landschaftsmaler seiner Zeit angesehen. Der kaiserliche Hof erwähnte ihn 1738 als einen Spezialisten für Malerei im niederländischen Stil. 1740 wurde er mit einer Reihe von Bildern beauftragt, die größere Abmessungen aufwiesen als üblich. Er zog seinen Freund August Querfurt hinzu, der Pferde und Personen malte. Die Arbeit laugte ihn jedoch aus. Nach sechs Monaten erlitt er einen Schlaganfall, der ihn halbseitig lähmte. Brand wechselt von der rechten auf die linke Hand und malte das Bild Magnifikat, das damals berühmt war und dem man keinen Unterschied zu seinen vorherigen Bildern ansieht. Er blieb bis an sein Lebensende Hofmaler. Brand war 1751 unter den ersten Ehrenmitgliedern der Akademie der bildenden Künste Wien. 1754 wurde er Berater der Akademie. Der Botschafter Sardiniens liebte seine Bilder. Der dänische Botschafter in Österreich Christian August von Berkentin gab 1740 eine Ansicht Wiens in Auftrag. Andere Liebhaber seiner Werke waren unter anderem der Domherr zu Mainz und Trier und dänischer Gesandte in Wien Joseph Franz von Kesselstatt, der sardische Gesandte in Wien Ludwig von Canal und der Kunsttheoretiker Christian Ludwig von Hagedorn. Seine späteren Arbeiten beeinflussten seinen Sohn aus zweiter Ehe Friedrich August Brand und seinen Sohn aus erster Ehe Johann Christian Brand. Christian Hilfgott Brand starb am 22. Juli 1756 in Wien.

## Werk

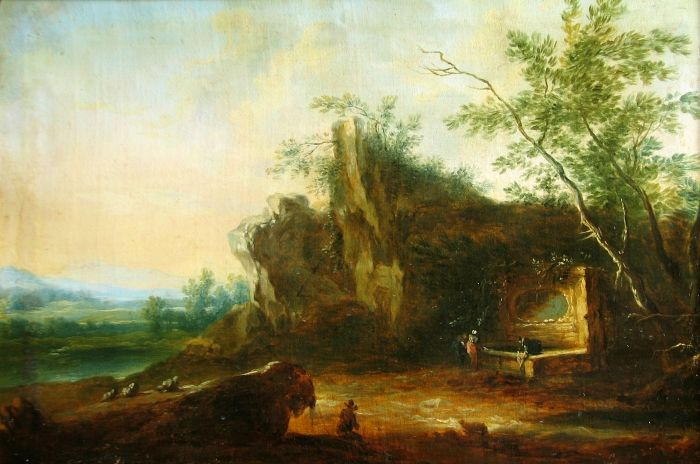
Landschaft mit Brunnen, Christian Hilfgott Brand, Brukenthal-Museum, Sibiu

Louis de Bonafous de Fontenai schrieb 1776 in seinem Dictionnaire des artistes « Les premières pièces de cet artiste étaient un peu sombres; mais il se ravisa bientôt. L’aménité et la fonte des couleurs caractérisent ses derniers tableaux. Peu de paysagistes allemands l’égalent pour représenter l’eau tranquille, et les vapeurs que le soleil dissipe. Simple dans la composition, il mettait de la variété dans les teintes et dans les accidents. Il faisait fort bien les figures, et les plaçait avec intelligence. » (deutsch: „Die ersten Werke dieses Künstlers waren ein wenig düster; aber bald änderte er seine Einstellung. Anmut und Farbenfroheit kennzeichnen seine neuen Bilder. Wenige deutsche Landschaftsmaler können das ruhige Wasser und die von der Sonne zerstreuten aufsteigenden Nebel so darstellen. EInfach im Aufbau, zerlegt er die Vielfalt der Farben und Zufälle. Er malt gute Figuren, die intelligent angeordnet sind.“)
Derselben Meinung ist Louis-Mayeul Chaudon in seinem Nouveau dictionnaire historique: « Rien n’est plus calme que ses eaux, plus humide que sa rosée, courbant les plantes sous son poids. Rien n’est plus riche que les reflets de l’astre du jour, qui disparaît sur les nuages. » (deutsch: „Nichts ist ruhiger als seine Wasser, feuchter als sein Tau, die Pflanzen unter seinem Gewicht biegend. Nichts ist reicher als die Spiegelungen des Morgensterns, der auf den Wolken verschwindet.“)
Im Grand dictionnaire universel du xixe siècle schreibt Pierre Larousse 1867: « Il excellait à peindre des eaux calmes, la rosée, des effets du soleil disparaissant sous les nuages. » (deutsch: „Er brilliert beim Malen ruhiger Gewässer und beim Tau, den die Sonne in die Wolken schickt.“)
Jean Sylvain Bailly, der erste Bürgermeister von Paris, schrieb Kommentare zu zeitgenössischen Künstlern. Aus einer Familie von Malern stammend, gibt er uns in seinen 1810 posthum erschienenen Recueil des pièces intéressantes sur les arts, les sciences et la littérature Hinweise zu den Inspirationsquellen Brands: « Dans ses paysages, pour la teinte des verts indécis, il s’approcha de Adriaen van de Velde, sans l’avoir imité : sa manière de dessiner les arbres, de jeter et de toucher les ronces et les broussailles tient beaucoup de celle de Jan Both ; quant aux morceaux qu’il fit à l’instance des amateurs, s’il suivit le goût de Huisman, il ne prit que l’esprit et la perfection de son modèle. C’est dans le même sens qu’il sembla rechercher le goût de Wartele » (deutsch: „In seinen Landschaften mit den vielen Grüntönen folgt er Adriaen van de Velde, ohne ihn zu imitieren. Seine Art Bäume zu malen und Büsche und Sträucher zu arrangieren, gleicht der von Jan Both. Bei der Gestaltung der Personen folgt er der Manier von Cornelis Huysmans im Geist und in der Perfektion der Ausführung.“). Der allgemeine Inhalt des Artikels bedient sich großzügig bei Éclaircissements historiques sur un cabinet et les auteurs des tableaux qui le composent von Christian Ludwig von Hagedorn, einem Sammler von Brands Werken.

## Museen und Sammlungen
Die meisten Werke Brands befinden sich in Museen auf der ehemaligen Gebiete des Heiligen Römischen Reichs und der Habsburgermonarchie. Der Großteil wird im Wiener Schloss Belvedere und im Brukenthal-Museum in Sibiu aufbewahrt.
Das einzige bekannte Porträt Brands ist ein Selbstbildnis, das im österreichischen Stift Kremsmünster zu finden ist.

### Deutschland
- Aschaffenburg, Bayerische Staatsgemäldesammlungen, Staatsgalerie in Schloss Johannisburg[12]
- Hannover, Niedersächsischen Landesgalerie[13]
- Leipzig, Museum der bildenden Künste[14]
- Mainz, Landesmuseum[15]
- München, Pinakothek[16]
- Nürnberg, Germanisches Nationalmuseum[17]
- Würzburg, Martin von Wagner Museum der Universität[18]

### Österreich
- Graz, Alte Galerie am Landesmuseum Joanneum[19]
- Innsbruck, Tiroler Landesmuseum Ferdinandeum[20]
- Krems, Schloss Hollenburg[21]
- Kremsmünster, Stift Kremsmünster[13]
- Rohrau, Harrach'sche Sammlung, Schloss Rohrau[22]
- St. Florian, Stift Sankt Florian[23]
- Wien, Albertina[24]
- Wien, Museum im Schottenstift
- Wien, Österreichisches Galerie Belvedere[25]

### Europa
- Brno, Moravská galerie[26]
- Budapest, Szépművészeti Múzeum[27][28]
- Genf, Cabinet d'arts graphiques des Musées d’art et d’histoire (gravures)[29]
- London, Government Art Collection[30]
- Mailand, Castello Sforzesco[31]
- Mailand, Museo Poldi Pezzoli[32]
- Mailand, Pinacoteca Ambrosiana[33][34]
- Ostrava, Galerie výtvarného umění v Ostravě[35]
- Prag, Nationalgalerie[36]
- Roudnice nad Labem, Schloss Roudnice[37]
- Sibiu/Hermannstadt, Muzeul National Brukenthal, Palatul Brukenthal[38]
- Venedig, Galleria Franchetti, Ca’ d’Oro[39]

### Amerika
- Cambridge, Massachusetts, Harvard Art Museums, Fogg Museum[40]

## Ausstellungen
- Salzburg, Residenzgalerie, Exposition Schiff Voraus – Marinemalei des 14. bis 19. Jahrhunderts: 16. Juli 2005 bis 1. November 2005[41]